# Roeselia rufofusa
Roeselia rufofusa är en fjärilsart som beskrevs av Max Wilhelm Karl Draudt 1919. Roeselia rufofusa ingår i släktet Roeselia och familjen trågspinnare. Inga underarter finns listade.